# Quadrantes galácticos

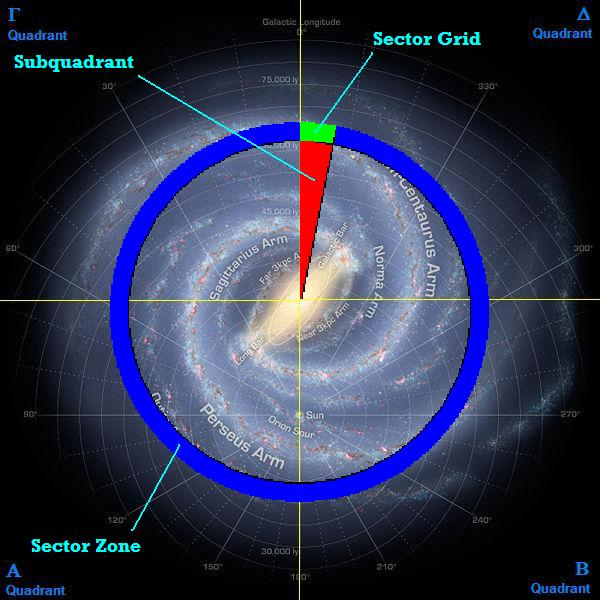
Os quadrantes ficcionais da Via Láctea, segundo Star Trek.

No universo de ficção científica de Star Trek ("Jornada nas Estrelas" (BR)ou "Viagem nas Estrelas"(PT)), a Via Láctea é dividida em quatro quadrantes - alfa, beta, gama e delta. Estes são, por sua vez, subdivididos em setores.
| γ | δ |
| α | β |
| - | - |

Os quadrantes são subdivididos em subquadrantes (36 subquadrantes, nominados 0, 1, 2, 3, 4, 5, 6, 7, 8, 9, A, B, …, Z ). Cada subquadrante é dividido em 10 grades de setor (Sector Grids), numerados de 0 a 9, que são a intersecção entre uma zona de setores e um subquadrante. Uma zona de setor é um círculo concêntrico de largura de 5.000 anos luz centrado no núcleo da galáxia.
O episódio "O Preço" de Star Trek: The Next Generation mencionou pela primeira vez o conceito de quatro quadrantes da galáxia, denominada Alfa, Beta, Gama e Delta quadrantes.
A enciclopédia "The Star Trek Encyclopedia" dá indicações de que a fronteira entre os quadrantes Alfa e Beta atravessam o espaço da Federação. Mapas produzidos pela equipe de arte das séries mostram que a fronteira entre os quadrantes Alfa e Beta passam pelo Sistema Solar.
Assumindo que o meridiano da galáxia passa pela linha formada entre o centro da galáxia e o sistema solar, então o quadrante Alfa está localizado entre os ângulos 90 e 180 graus. O Quadrante Beta está entre os ângulos 180 e 270. O Quadrante Gama está entre os ângulos 270 e 360 e o Quadrante Delta entre os ângulos 0 e 90.

## Planetas do Quadrante Alfa
| Nome               | Planeta               | Classe | Espécies Dominantes                             | Descrição                                                                                              |
| ------------------ | --------------------- | ------ | ----------------------------------------------- | --- |
| Terra              | (Sol III)             | M      | Humanos;Cetáceos                                | Berço dos terráqueos (humanos)                                                                         |
| Lua                | (Sol IIIa)            | D      | Humanos                                         | |
| Marte              | (Sol IV)              | K      | Humanos                                         | |
| Terra Nova         | (Eta Cassiopeia III)  | M      | Novanos(Humanos)                                | |
| Izar               | (Epsilon Bootis III)  | M      | Humanos                                         | |
| Delta              | (Delta IV)            | M      | Deltanos(Humanóides)                            | |
| Deneb V            | (Deneb Kaitos V)      | M      | Denebianos(Humanóides);Humanos                  | Planeta onde Harry Mudd vendeu ilegalmente todos os direitos de um sintetizador de combustível Vulcano |
| Betazed            | (Beta Zeta V)         | M      | Betazóides(Humanóides)                          | |
| Trill              | (Trillius Primeiro)   | M      | Trill(Humanóides);Simbiontes(Humanóides)        | |
| Capella            | (Alfa Aurigae IV)     | M      | Capellianos(Humanóides)                         | |
| Neural             | (Zeta Bootis III)     | M      | Povo das Montanhas e Povo das Vilas(Humanóides) | Primeiro contato pela U.S.S. Farragut (2254)                                                           |
| Deneb IV           | (Alfa Leonis IV)      | M      | Bandi(Humanóides)                               | |
| Bajor              | (B´hava´el VII)       | M      | Bajorianos(Humanóides)                          | Sofreu ocupação de Cardassia nos anos 2328-69 e 2374-75                                                |
| Ferenguinar        | (Ferenguinar)         | M      | Ferengui(Humanóides)                            | |
| Cardassia Primeiro | (Cardassia VI)        | M      | Cardassianos(Humanóides)                        | |
| Talos IV           | (Grupo Estelar Talos) | M      | Talosianos(Humanóides)                          | Primeiro contato pela S.S.Columbia (2236)                                                              |
| Sigma Draconis VI  |                       | M      | Morg, Eymorg(Humanóides)                        | Sociedade reintegrada pela U.S.S.Enterprise (2268)                                                     |
| Tholia             |                       | Y      | Tholianos(Não-humanóides)                       | Primeiro contato pela U.S.S. Enterprise (2269)                                                         |
| Breen              |                       | P      | Breen(Humanóides)                               | |
| Tamar              |                       | M      | Tamarianos(Humanóides)                          | |

## Planetas do Quadrante Beta
| Nome               | Planeta                | Classe | Espécies Dominantes                                | Descrição |
| ------------------ | ---------------------- | ------ | -------------------------------------------------- | --------- |
| Vulcano            | (Vulcano)              | M      | Vulcanianos                                        |           |
| Andoria            | (Procyon VIII)         | M      | Andorianos                                         |           |
| Rigel VI           | (Beta Rigel VI)        | M      | Humanos;Rigelianos(Humanóides)                     |           |
| Rigel X            | (Beta Rigel X)         | P      | Rigelianos(Humanóides);Outras Espécies             |           |
| Qo'noS             | (Kronos, Kling)        | M      | Klingons                                           |           |
| Cestus III         |                        | M      | Humanos;Gorns                                      |           |
| Planeta de Sherman |                        | M      | Humanos;Klingons                                   |           |
| Ardana             | (Mu Leonis A III)      | M      | Moradores do Stratus; Troglytes (Ambos humanóides) |           |
| Coridano           | (Coridano III)         | M      | Coridanos (Humanóides)                             |           |
| Menk               | (Valakis VI)           | M      | Menk;Valakianos (Ambos humanóides)                 |           |
| Risa               | (Epsilon Ceti B II)    | M      | Risanos (Humanóides); várias outras espécies       |           |
| Miri               | (FGC-347601 III)       | M      | Onlies (Humanóides)                                |           |
| Magna Roma         | (FGC-892 IV)           | M      | Cidadãos, Bárbaros (Ambos Humanóides)              |           |
| Rigel VII          | (Beta Orionis A VII)   | M      | Kalar(Humanóides)                                  |           |
| Organia            | (Organia IV)           | M      | Organianos(não-corpóreos)                          |           |
| Akaali             | (Omega Sagittarii III) | M      | Akaalianos(Humanóides)                             |           |
| Rura Penthe        |                        | D      | Klingons; várias outras espécies                   |           |
| Son'a              | Son'a Prime            | K      | Son'a, Elloranos, Tarlaquianos (todos humanóides)  |           |
| Romulus            | Romulus A              | M      | Romulanos(humanóides)                              |           |
| Remus              | Romulus B              | Q      | Romulanos, Remanos (ambos humanóides)              |           |

## Planetas do Quadrante Gama
| Nome       | Planeta            | Classe | Espécies Dominantes                | Descrição |
| ---------- | ------------------ | ------ | ---------------------------------- | --------- |
| Novo Bajor | (Novo Bajor)       | M      | Bajorianos                         |           |
| Meridiano  | (Trialus Primeiro) | M      | Meridianos(Humanóides)             |           |
| T-Rogorano | (T-Rogorano)       | M      | T-Rogoranos;Skrreeanos(Humanóides) |           |
| Gaia IV    | (Gaia IV)          | M      |                                    |           |

## Planetas do Quadrante Delta
| Nome            | Planeta           | Classe | Espécies Dominantes    | Descrição |
| --------------- | ----------------- | ------ | ---------------------- | --------- |
| Ocampa          | (Ocampa)          | H      | Ocampanianos           |           |
| Talax           | (Talax IV)        | M      | Talaxianos(Humanóides) |           |
| Sikaris         | (Sikaris III)     | M      | Sikarianos(Humanóides) |           |
| Vidiia Primeiro | (Vidiia Primeiro) | M      | Vidiianos(Humanóides)  |           |
| Devore Primeiro | (Devore Primeiro) | M      | Devorianos(Humanóides) |           |